# Коренёвка (Гомельский район)

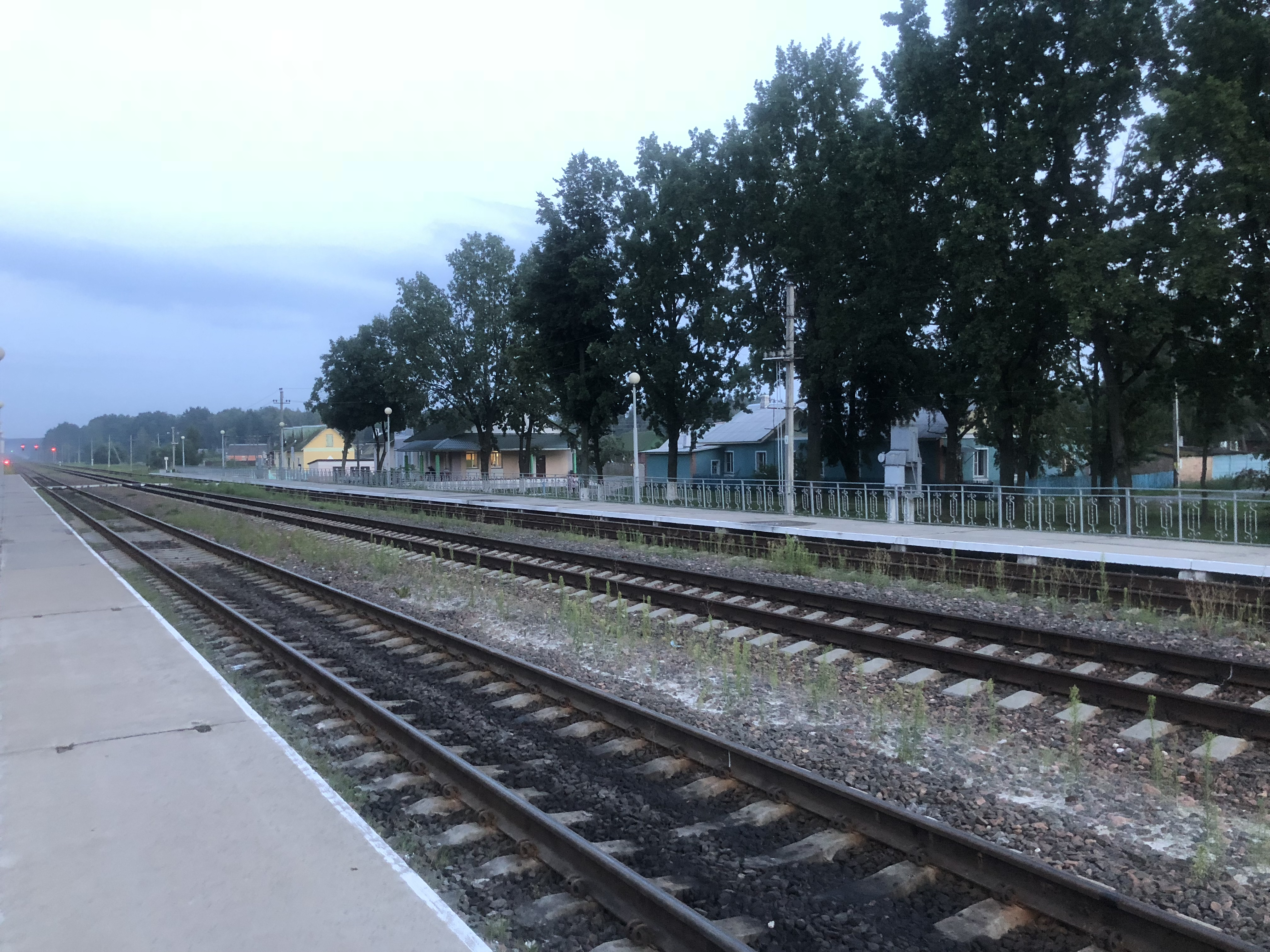
Железнодорожная станция, июль 2018 года

Коренёвка (бел. Каранёўка) — посёлок в Зябровском сельсовете Гомельского района Гомельской области Республики Беларусь. Железнодорожная станция (на линии Гомель — Тереховка).
Кругом лес.

## География

### Расположение
В 7 км на юго-восток от Гомеля.

## Транспортная сеть
Автодорога Зябровка — Гомель. Планировка состоит из 2 параллельных между собой широтных улиц. Застройка компактная, деревянная, усадебного типа.

## История
По письменным источникам известен с XVIII века как слобода в Гомельской волости Белицкого уезда. В 1816 году владение фельдмаршала графа П. А. Румянцева-Задунайского. В 1833 году центр Коренёвской экономии (5 деревень, 5062 двора). В 1834 году владение фельдмаршала графа И. Ф. Паскевича. В 1886 году начала работать сенопресовальная фабрика. Во 2-й половине XIX века на южной окраине построен кирпичный усадебный дом (сейчас памятник архитектуры романтичного направления). После введения в эксплуатацию железной дороги Гомель — Бахмач в декабре 1873 года начала действовать железнодорожная остановка, потом станция.
В 1931 году жители вступили в колхоз. Во время Великой Отечественной войны 10 октября 1943 года освобождена от оккупантов. 7 жителей погибли на фронте.
С 1944 года, благодаря наличию в окрестностях залеганий глины, в поселке начал работу кирпичный завод который работал до 70-х годов прошлого столетия. Работа завода прекращена в связи с исчерпанием запасов глины. Как результат деятельности, на окружающей территории остался ряд глиняных карьеров.
Примерно в 1996 году в поселке оборудован пожарный пост (в настоящее время — пожарный аварийно-спасательный пост № 13 «Кореневка» Гомельского РОЧС) с круглосуточно дежурящими работниками.
В 2015 году в переоборудованных зданиях пустовавшего ранее здания промышленного предприятия открыт завод по производству гидроизоляции.
Размещаются: опытная экспериментальная база Института леса НАН Беларуси, 9-летняя школа, детские ясли, Дом культуры, библиотека, фельдшерско-акушерский пункт, магазин, почта.

## Население

### Численность
- 2004 год — 421 хозяйство, 1141 житель

### Динамика
- 1816 год — 156 жителей
- 1834 год — 26 дворов
- 1959 год — 554 жителя (согласно переписи)
- 2004 год — 421 хозяйство, 1141 житель

## Экономика
- Завод гидроизоляционных материалов «Пенетрон-Бел»[3]

## Культура
- Дом культуры

## Достопримечательность
- Усадебный дом И. Ф. Паскевича с парком (XIX в.)[4] —  Историко-культурная ценность Республики Беларусь, шифр 313Г000210.

### Памятник, скульптура
- Памятник В. И. Ленину